# 魔女的使命
《魔女的使命》，是水薙龍創作的奇幻題材日本漫畫作品，在講談社旗下的隔月刊青年漫畫雜誌《good! Afternoon》#9號（2010年3月5日發售）開始連載。
本作為作者的第二部作品，並是以「水薙龍」名義首次連載的作品。
2012年11月發表製作電視動畫的消息，並於2014年1月5日開始播出。

## 故事簡介
非常普通的高中生——多華宮仄，某天在掃除時發現了被扔在垃圾桶裡的布偶。布偶身上寫了「晴天 有時 校舍會從天而降」的文字。後來校舍鐘樓真的如這段文字所言，開始往仄的頭上倒下。此時，仄的同班同學火火里綾火出面拯救了仄。兩人之間的故事也就此展開。

## 登場角色

### 主要角色
多華宮仄（聲：小林裕介）
本作主角，就讀冬月高中的普通高中生，坐在綾火鄰座而備受壓力。
性格溫厚而且非常天然，喜歡企鵝。
因體內沉睡著白公主永恆朱紅而成為工房魔女和塔之魔女的爭奪目標，此後被綾火保護。
後來經過一系列事件後，主動學習魔法。
老是搞錯倉石的名字。
白公主永恆朱紅（聲：能登麻美子）
在多華宮仄體內沉睡的魔女，塔之魔女的目標，被稱為「白色的東西」惡魔。
根據作者Blog，其名Evermillion是Ever與Vermillion的組合。
火火里綾火（聲：瀨戶麻沙美）
多華宮仄的同班同學，理事長風音的女兒。
容姿端麗和身材高挑的美少女（身高超過了仄），成績優秀加運動萬能且在男女同學之間有著高人氣，被全校的學生稱為「公主」，在校內有著親衛隊。
真正身份是工房魔女，並暗中擔任仄的護衛（到校時間相同、同個班級、坐位在隔壁、每天都待在仄身邊），但仄一開始並未察覺。
在仄經歷蒲公英的襲擊事件後，開始積極介入仄的生活。
在與梅杜莎的交戰中，宅邸因為受到攻擊的餘波影響而全毀，目前住在多華宮家中。
多華宮霞（聲：茅野愛衣）
仄的妹妹，同樣就讀冬月高中，和內向的哥哥相比顯的外向許多。
與綾火一樣是工房魔女，並於「『在家時』與『假日』」負責保護仄。
有严重的戀兄情結。
使用操控玩偶的魔法。

### 工房魔女
火火里風音（聲：大原沙耶香）
綾火的母親，冬月高中的理事長，同時也是冬月市的工房長。非常的聪明却也很迷糊，在魔女界內有着“迷（迷糊）侦探风音”的称号。身高比火火里綾火還要高。
喜歡甜食，喝咖啡時會加進大把砂糖，使用力量或者魔力的时候头上会长出角，非常爱护自己的学校，但是学校总是被破坏。
冰尾凍子（聲：阿澄佳奈）
操縱冰的工房魔女。與仄同樣為冬月高中的學生，副學生會長，有在外面打着各种工作的习惯。
个性迷糊，轻微的M傾向，曾和鬼燈火苗还有火火里綾火一起转学并就读冬月中学1年级。
在綾火透過「生殺與奪權」開除原學生會長後，變成了迷之職位的副副學生會長。
乙女橘璃音（聲：下屋則子）
冬月高中二年級生，冬月市的「大頭目」，通稱為「殺熊的璃音」。
霞的師傅，與原學生會長是好友。
深影棗（聲：石原舞）
冬月高中的學生，在守護冬月市的五名魔女中擔任首領。
傳統的魔女一族，與深影家次期當家候補的深影恭一郎是親戚。

### 塔之魔女
克蘿諾娃史瓦茲·西庫斯（聲：釘宮理惠）
仄與魔女接觸後，在冬月市出現的塔之魔女。
存活了數百年的魔女，與風音有交情，會和鱷魚使魔（鱷紳士）（聲：長克巳）一起行動。
倉石蒲公英（聲：井澤詩織）
塔之魔女的其中一人，擁有獸耳的少女。
最初襲擊仄的人，並讓仄知道魔法世界的事情，敗給綾火之後和同伴一起轉入冬月高中。
其實實力很弱，每次都被綾火秒殺。
梅杜莎的部下。
宇津木環那（聲：夏川椎菜）
塔之魔女，梅杜莎的部下，與蒲公英一起轉入冬月高中。
桂虎徹（聲：日岡夏美）
塔之魔女，梅杜莎的部下，與蒲公英一起轉入冬月高中。
目野輪冥（聲：飯田友子）
塔之魔女，梅杜莎的部下，與蒲公英一起轉入冬月高中。
右眼戴著眼罩，有一條經常趴在她背上的狗。
飾鈴（聲：麻倉桃）
塔之魔女，梅杜莎的部下，與蒲公英一起轉入冬月高中。
梅杜莎（聲：澤城美雪）
塔之魔女，KMM團們的師父，擁有石化能力。
手與眼睛都被封印，因此無法發揮真正的實力，所以想得到永恆朱紅的力量解除封印。
曾被風音封印，後來自己破除封印逃亡，並為了白公主永恆朱紅的力量而和仄及綾火戰鬥。
最初因為仄不夠相信綾火的實力而石化了綾火，但後來仄以親吻綾火的臉頰的方式解除了石化，然後被綾火打敗。
薇可安德（聲：平野綾）
塔之魔女，與風音是舊識，與風音同樣擁有「終結魔女」稱號的強大能力者。
為了仄體內的白公主永恆朱紅而來到冬月市，長於智略與戰略，本身並不擅長作戰。
與工房魔女對抗時，曾先用準備好的炸彈魔法攻擊整個冬月市，更奪走風音的能力使其無法戰鬥。
最後被融合了白公主永恆朱紅力量的火火里擊敗。
直布羅陀
塔之魔女，薇可安德的部下，動畫第10集登場，最後被火火里以徒手打敗。

### 冬月高中
深影恭一郎（聲：興津和幸）
冬月高中的化學教師，學生會顧問。理事長直屬的魔法師，有位名叫「棗」的姪女。
鬼燈火苗（聲：大地葉）
火火里家的親戚，並是火火里綾火親衛隊的隊長，曾和冰尾凍子還有火火里綾火一起就读冬月中学1年级。
田沼佳子（聲：阿久津加菜）
冬月高校的學生，霞的同學與好友，髮型是在頭髮兩邊綁著包包頭。
在被其他學校的不良女學生包圍並被勒索時，受到了仄與綾火的幫助。
學生會長（聲：櫻井浩美）
冬月高中的學生會長，本名不詳。原為不良少女，和璃音是好朋友。
崇拜綾火，為了排除總是待在綾火身邊的仄而找他麻煩，後來被綾火動用特權解除學生會長的職位。
仄當上學生會長後，以副副副學生會長的身分重新返回學生會。

### 其他
多華宮小町（聲：川澄綾子）
仄與霞的母親，職業是上班族。
學生時代與風音是非常好的朋友，但因為兩人都是女生而無法結婚，因此提出讓彼此的兒女結婚的想法。

## 用語
工房魔女
提倡保护世界，在人们聚集形成的城市建立工房，为了让魔法不在城市內被滥用而加以管理的魔女组织。
塔之魔女
提倡随意使用魔法，目的虽然不明但是她们总是企图让世界陷入混乱，是一群無論世界变成什么样无论多少人死去都不在乎的魔女组织。
據火火里綾火所说如果世界落入她们手中的话或许“人类会灭亡，地球会爆炸，大魔王会复活，长颈鹿的脖子会更长”。
冬月市
仄與綾火居住的城市，本作故事的舞台。
由風音擔任工房長的職務，在12區內有著100名工房魔女。
KMM團
塔之魔女5人組所組成的同好會。

## 出版書籍
| 卷數 | 講談社        | 講談社                                                  | 東立出版社     | 東立出版社             |
| 卷數 | 發售日期      | ISBN                                                    | 發售日期       | ISBN                   |
| ---- | ------------- | ------------------------------------------------------- | -------------- | ---------------------- |
| 1    | 2010年11月5日 | ISBN 978-4-06-310760-9                                  | 2011年12月1日  | ISBN 978-986-10-8273-8 |
| 2    | 2011年7月7日  | ISBN 978-4-06-310713-5                                  | 2012年1月19日  | ISBN 978-986-10-8274-5 |
| 3    | 2012年3月7日  | ISBN 978-4-06-387810-3                                  | 2012年12月11日 | ISBN 978-986-10-9929-3 |
| 4    | 2012年11月7日 | ISBN 978-4-06-387849-3                                  | 2013年10月14日 | ISBN 978-986-324-609-1 |
| 5    | 2013年5月7日  | ISBN 978-4-06-387884-4                                  | 2014年4月2日   | ISBN 978-986-332-862-9 |
| 6    | 2013年11月7日 | ISBN 978-4-06-387931-5                                  | 2014年4月29日  | ISBN 978-986-348-047-1 |
| 7    | 2014年7月7日  | ISBN 978-4-06-387981-0                                  | 2014年11月11日 | ISBN 978-986-365-372-1 |
| 8    | 2015年1月7日  | ISBN 978-4-06-388026-7 ISBN 978-4-06-358712-8（限定版） | 2015年5月7日   | ISBN 978-986-382-686-6 |
| 9    | 2015年11月6日 | ISBN 978-4-06-388099-1                                  | 2016年3月8日   | ISBN 978-986-462-580-2 |
| 10   | 2016年11月7日 | ISBN 978-4-06-388201-8                                  | 2018年1月4日   | ISBN 978-986-482-344-4 |
| 11   | 2017年8月7日  | ISBN 978-4-06-388282-7                                  | 2018年2月14日  | ISBN 978-986-486-720-2 |
| 12   | 2018年6月7日  | ISBN 978-4-06-511537-4                                  | 2018年8月31日  | ISBN 978-957-261-418-1 |
| 13   | 2018年12月7日 | ISBN 978-4-06-513898-4                                  | 2019年9月9日   | ISBN 978-957-262-404-3 |
| 14   | 2019年11月7日 | ISBN 978-4-06-517558-3                                  | 2020年4月16日  | ISBN 978-957-26-4510-9 |
| 15   | 2020年10月7日 | ISBN 978-4-06-520913-4                                  | 2021年2月19日  | ISBN 978-957-26-5968-7 |
| 16   | 2021年7月7日  | ISBN 978-4-06-524050-2                                  | 2022年2月17日  | ISBN 978-957-26-7483-3 |
| 17   | 2022年3月7日  | ISBN 978-4-06-527105-6                                  | 2022年10月7日  | ISBN 978-957-26-9610-1 |

番外篇 魔女的使命 EXTRA（ウィッチクラフトワークス EXTRA）
| 卷數 | 講談社        | 講談社                 | 東立出版社    | 東立出版社             |
| 卷數 | 發售日期      | ISBN                   | 發售日期      | ISBN                   |
| ---- | ------------- | ---------------------- | ------------- | ---------------------- |
| 1    | 2023年2月7日  | ISBN 978-4-06-530575-1 | 2023年12月4日 | ISBN 978-626-372-417-4 |
| 2    | 2023年12月7日 | ISBN 978-4-06-533914-5 | 2024年6月6日  | ISBN 978-626-02-1039-7 |
| 3    | 2024年11月7日 | ISBN 978-4-06-537470-2 | 2025年6月20日 | ISBN 978-626-02-4223-7 |

## 電視動畫

### 製作人員
- 原作：水薙龍（講談社《good!Afternoon》連載）
- 監督、系列構成：水島努
- 角色設計：冷水由紀繪
- 道具設計：矢向宏志
- 視覺設計：辻田邦夫
- 美術監督：黑田友範
- 色彩設計：石田美由紀
- CGI導演：井野元英二
- 攝影監督：大河內喜夫
- 編輯：後藤正浩
- 音響監督：岩浪美和
- 音樂：TECHNOBOYS PULCRAFT GREEN-FUND
- 音樂製作：Lantis
- 製片人：山田美優紀、土屋潤一郎、細川修、木皿陽平、林洋平、木下滿壽裕
- 企劃製作：湯川淳、松下卓也、松倉友二
- 動畫製作人：鈴木薰
- 動畫製作：J.C.STAFF
- 製作：魔女的使命製作委員會

### 主題曲
片頭曲「divine intervention」
作詞：林英樹，作曲：佐藤純一，編曲、主唱：fhána
片尾曲
作詞、作曲、編曲：TECHNOBOYS PULCRAFT GREEN-FUND
主唱：KMM團［倉石蒲公英（井澤詩織）、飾鈴（麻倉桃）、宇津木環那（夏川椎菜）、目野輪冥（飯田友子）、桂虎徹（日岡なつみ）］

### 各話列表
| 話數   | 日文標題 | 中文標題                   | 劇本       | 分鏡     | 演出                        | 作畫監督                                       |
| ------ | -------- | -------------------------- | ---------- | -------- | --------------------------- | ---------------------------------------------- |
| 第1話  |          | 多華宮同學與炎之魔女       | 水島努     | 水島努   | 水島努                      | 矢向宏志                                       |
| 第2話  |          | 多華宮同學與魔女們的意圖   | 水島努     | 佐山聖子 | 高島大輔                    | 木本茂樹                                       |
| 第3話  |          | 多華宮同學與克蘿諾娃的陷阱 | 水島努     | 鈴木洋平 | 櫻美勝志                    | 小淵陽介、藤澤望                               |
| 第4話  |          | 多華宮同學與壞心眼的妹妹   | 水島努     | 二瓶勇一 | 池端隆史                    |                                                |
| 第5話  |          | 多華宮同學與石眼石手的魔女 | 水島努     | 谷口悟朗 | 櫻美勝志                    | 石井哲哉、藤部生馬 村上雄                      |
| 第6話  |          | 多華宮同學與愛的考驗       | 吉田玲子   | 後藤圭二 | 後藤圭二                    | 矢向宏志、熊谷勝弘 藤部生馬、                  |
| 第7話  |          | 多華宮同學與位高任重者     | 橫手美智子 | 佐山聖子 | 高島大輔                    | 木本茂樹                                       |
| 第8話  |          | 多華宮同學與火火里的傷     | 吉田玲子   | 鈴木洋平 | 鈴木洋平                    | 、藤部生馬 矢向宏志、關口愛                    |
| 第9話  |          | 多華宮同學與終結魔女       | 橫手美智子 | 櫻美勝志 | 櫻美勝志                    | 佐藤麻理耶、鶴元慎子 橋本真希、關口愛 小淵陽介 |
| 第10話 |          | 多華宮同學與薇可安德·上集  | 吉田玲子   | 二瓶勇一 | 高島大輔                    | 石井哲哉、藤部生馬 村上雄                      |
| 第11話 |          | 多華宮同學與薇可安德·中集  | 水島努     | 二瓶勇一 | 鈴木洋平、櫻美勝志 高島大輔 | 熊谷勝弘、 藤部生馬                            |
| 第12話 |          | 多華宮同學與薇可安德·下集  | 水島努     | 水島努   | 水島努                      | 木本茂樹                                       |
| OAD    |          | 多華宮同學與妹妹的惡計     | 吉田玲子   | 二瓶勇一 | 高島大輔                    | 冷水由紀繪、                                   |

### 播放電視台
日本深夜動畫：下文記載的日本国内播放時間使用日本標準時間（UTC+9）表示。因為部分時間标识會採用30小时制，因此請留意这类超过24:00的时间，其實際播放時間為翌日清晨。
| 播放地區   | 播放電視台 | 播放日期              | 播放時間（UTC+9）         | 所屬聯播網 | 備註                      |
| ---------- | ---------- | --------------------- | ------------------------- | ---------- | ------------------------- |
| 東京都     | TOKYO MX   | 2014年1月5日－3月23日 | 星期日 22時30分－23時00分 | 獨立UHF局  |                           |
| 愛知縣     | 愛知電視台 | 2014年1月6日－3月24日 | 星期一 27時35分－28時05分 | 東京電視網 |                           |
| 日本全國   | BS11       | 2014年1月8日－3月26日 | 星期三 24時30分－25時00分 | 衛星電視   | 『ANIME+』節目            |
| 近畿廣域圈 | 朝日放送   | 2014年1月8日－3月26日 | 星期三 26時43分－27時13分 | 朝日電視網 | 星期三動畫＜水もん＞第2部 |
| 日本全國   | 萬代頻道   | 2014年1月9日－3月27日 | 星期四 12時00分 更新      | 網路電視   |                           |

## 外部連結
- アフタヌーン公式網站的介紹 （页面存档备份，存于）（日語）
- 電視動畫《魔女的使命》官方網站 （页面存档备份，存于）（日語）
- 電視動畫《魔女的使命》的X（前Twitter）（日語）